# Park Narodowy Puyehue
Park Narodowy Puyehue (hiszp. Parque nacional Puyehue) – park narodowy w Chile położony w regionach Los Lagos (prowincje Llanquihue i Osorno) i Los Ríos (prowincja Ranco). Został utworzony 4 sierpnia 1941 roku i zajmuje obszar 1025,22 km². Od 2007 roku jest częścią rezerwatu biosfery UNESCO o nazwie „Bosques Templados Lluviosos de los Andes Australes”. W 2010 roku został zakwalifikowany przez BirdLife International jako ostoja ptaków IBA. Od południa graniczy z najstarszym parkiem narodowym w Chile, Vicente Pérez Rosales.

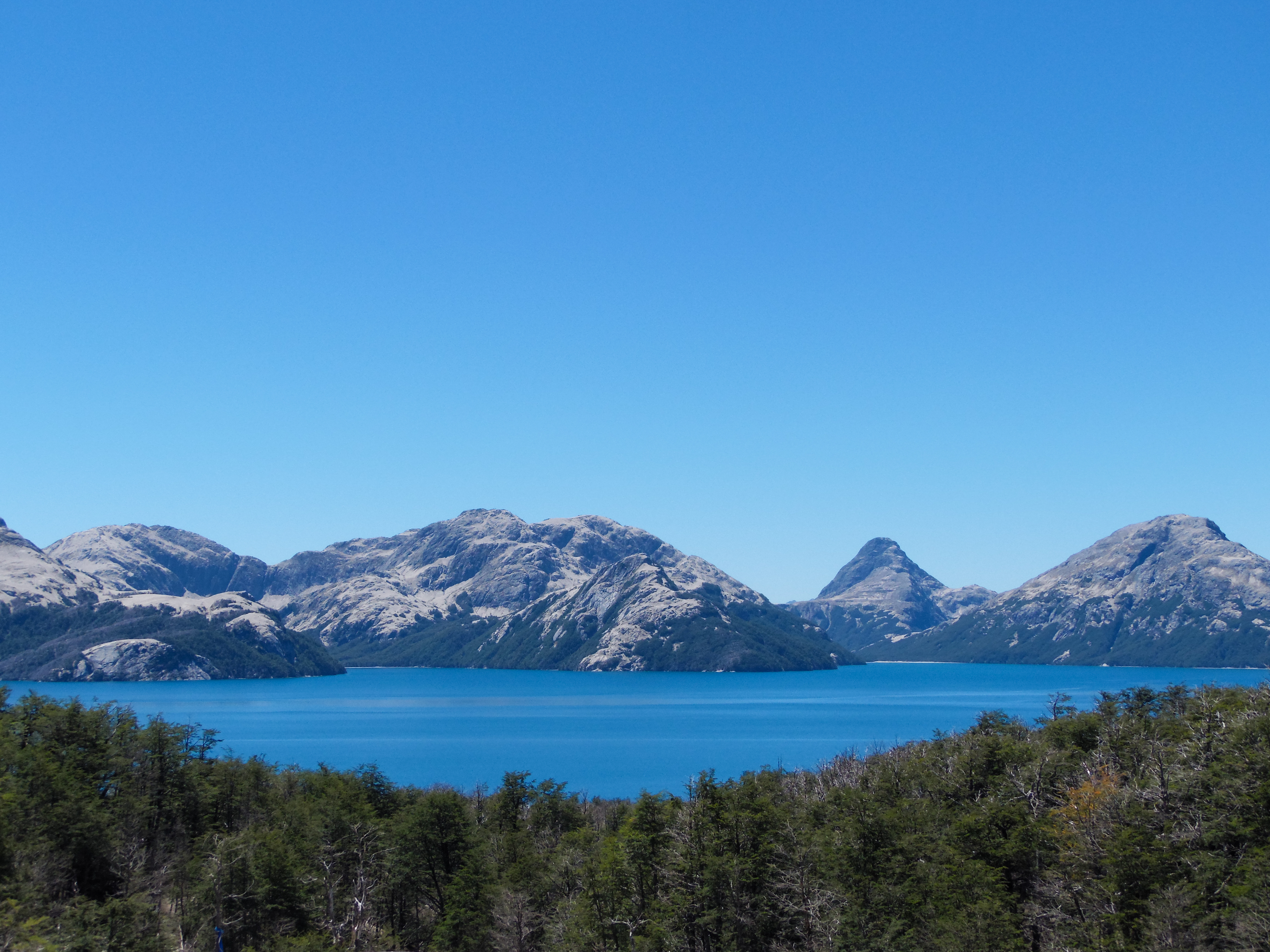
Jezioro Constancia

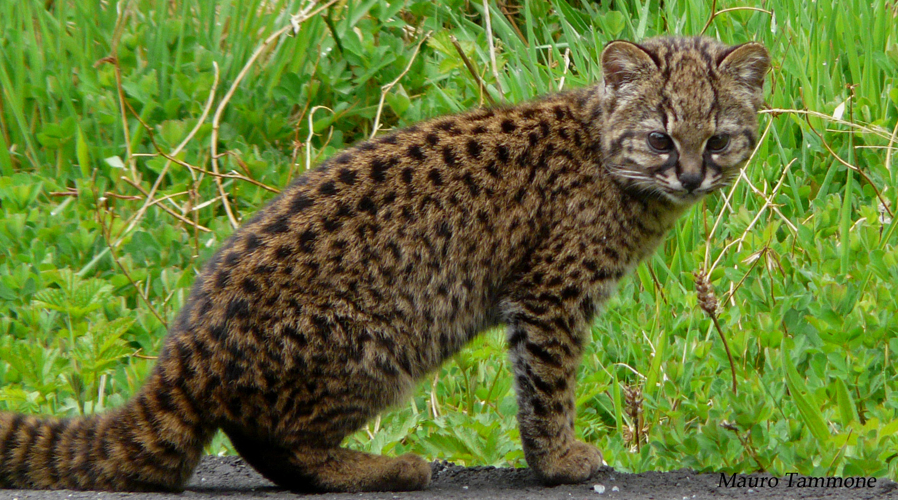
Ocelot chilijski

## Opis
Park znajduje się na zachodnich zboczach Andów. Obejmuje pasma wulkaniczne i doliny polodowcowe z dużą ilością jezior, rzek i źródeł termalnych. Nad parkiem dominują wulkany Casablanca (1990 m n.p.m.) i Puyehue (2236 m n.p.m.).  Znajdują się tu m.in. jeziora Constancia (1290 m n.p.m.), Gris (1080 m n.p.m.) i Paraiso (990 m n.p.m.). Największe rzeki to Gol Gol i Chanleufu. Na północ od parku znajdują się jeziora Ranco i Maihue, na zachód jeziora Puyehue i Rupanco, a na południe jezioro Todos los Santos.
Średnia roczna temperatura wynosi +11 °C.

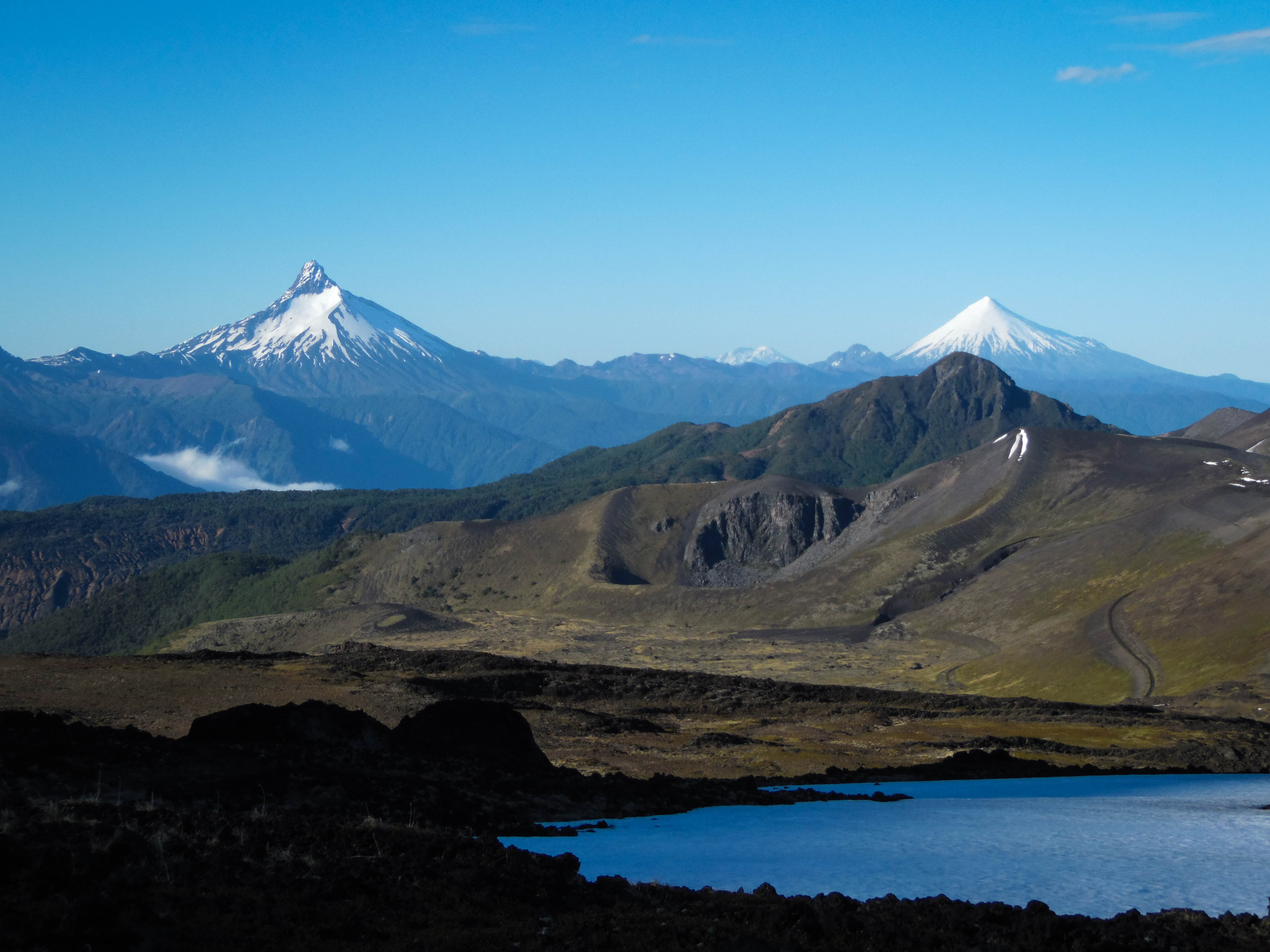
Wulkan Puntiagudo i wulkan Calbuco widziany z wulkanu Casablanca

## Flora
Większą część parku pokrywają lasy waldiwijskie. W najniżej położonych częściach dolin dominują drzewa z gatunków Eucryphia cordifolia i Nothofagus dombeyi, a także Weinmannia trichosperma i Aextoxicon punctatum. Wyżej  rośnie głównie Nothofagus dombeyi, Laureliopsis philippiana, Podocarpus nubigenus i Saxegothaea conspicua, a pobliżu szczytów Nothofagus betuloides i Nothofagus pumilio. Inne rośliny występujące w parku to m.in.: Drimys andina, Ribes cucullatum, Adesmia longipes i Pilgerodendron uviferum.

## Fauna
Najczęściej spotykanymi ssakami w parku są m.in.: puma płowa, ocelot chilijski, norka amerykańska, nibylis argentyński, grizon mniejszy, nutria amerykańska, wiskacza górska, skalniczka stokowa, skunksowiec andyjski.
W parku żyje ponad 130 gatunków ptaków. Są to m.in.: kondor wielki, sokół wędrowny, łabędź czarnoszyi, kormoran oliwkowy, dzięcioł magellański, gołąbczak chilijski, pasożytka, turko kasztanowaty, ciemnokacyk żółtoskrzydły, ostrogonek mały, koszykarz ostrodzioby, andówka rdzawobrzucha, puchacz magellański, sępnik czerwonogłowy, trzęsiogon ciemnobrzuchy, krasnogonka krótkodzioba.